# Molnár Erzsébet (ifjúsági író)
Molnár Erzsébet, R. Molnár, M. Reinhart (Kolozsvár, 1943. június 25. –) erdélyi magyar ifjúsági író, szerkesztő, műfordító. Molnár Szabolcs felesége, Molnár Zsófi anyja.

## Életútja, munkássága
Aradon érettségizett (1961), a Babeș–Bolyai Tudományegyetem román-magyar szakos tanári oklevelet szerzett (1966). Pályáját a zimándi általános iskola tanáraként kezdte (1966–70), a Politikai Könyvkiadóhoz került (1971), a Szocialista Művelődési és Nevelési Tanács főelőadója (1972–88), a Munkásélet szerkesztőségi titkára (1988–89). 1990-től a Valóság, 1991-től a Változó Valóság levelezési rovatvezetője.
Első írása az aradi Vörös Lobogóban jelent meg (1967). A gyermek- és ifjúsági irodalomról, óvodai színjátszásról szóló írásait a Művelődés, Jóbarát, Igaz Szó, A Hét, TETT, Előre közölte; kiemelkedik Gyermekirodalom és mass media című tanulmánya a Korunkban (1982/11). Szerkesztésében jelent meg Gárdonyi Géza Gólyák, méhek, kislibák és József Attila Aki szegény, az a legszegényebb című válogatása; műfordítása Eduard Jurist A játék folytatódik című vidám történet-gyűjteménye (1987); eredeti meséivel és fordításokkal a Nagyapó mesefája sorozat munkatársa. Eljöhetnél hozzám című színdarabját a kolozsvári bábszínház játszotta (1979).

## Kötetei
- Gyertek játsszunk valamit, azt is megmondom, hogy mit! Gyűszűbáb-játékok; Creanga–Móra, Bukarest–Bp., 1984; románul 1990
- Fakalinka és a pereputty (fakanálbáb-játékok, Botár Edit rajzaival); Dacia, Kolozsvár, 1988